# 9032 Tanakami
9032 Tanakami eller 1989 WK4 är en asteroid i huvudbältet som upptäcktes den 23 november 1989 av den japanska astronomen Tsutomu Seki vid Geisei-observatoriet. Den är uppkallad efter berget Tanakami.